# Petr Horký
Petr Horký (* 4. února 1973 Brno) je český režisér-dokumentarista, producent, spisovatel, moderátor, youtuber a cestovatel.

## Osobní život
V letech 1992–1996 vystudoval na brněnské Pedagogické fakultě Masarykovy univerzity učitelství, obor občanská výchova a speciální pedagogika, kde získal magisterský titul. Následně vystudoval režii na FAMO v Písku. Na Univerzitě Karlově získal v roce 2023 titul Ph.D. na Fakultě sociálních věd, v rámci Institutu komunikačních studií a žurnalistiky.
Jako moderátor začínal v brněnském rockovém rádiu Hády a později v televizním studiu, kdy nejprve společně s Evou Brettschneiderovou-Machourkovou moderoval televizní pořad Oáza, pak dětskou soutěž Hip Hap Hop, dále pak soutěž Pyramida; moderoval ale i televizní pořady věnované folkové a country hudbě Aport a Řemen. V roce 1996 se přestěhoval do Prahy a pro ČT uváděl ranní pořad Studio 6 (skoro 1000 živých vysílání). Následně také s Marcelou Augustovou uváděl cyklus Elixír anebo s Martinou Vrbovou pořad Obrazovka. Spolupráce s Hradem vyvrcholila v Brně, kdy moderoval setkání 28 evropských prezidentů. V letech 2010–2011 moderoval páteční pásmo Televizní akademie. V roce 2017 v blogu bilancoval svou dosavadní kariéru. Od roku 1996 žije v Praze.
Je předsedou Expediční rady Nadačního fondu Neuron, členem správní rady Nadace Národ dětem, a členem správní rady Nadačního fondu Zikmundova vila.
Jako režisér se prosadil zejména v oblasti cestopisných dokumentů, kdy se zaměřuje na nejen na samotné cestování, ale i na geografii a zahraniční kulturu. Na svém kontě má již několik desítek dokumentárních filmů. Mimo jiné natáčel s Thorem Heyerdahlem, Jane Goodallovou, Reinholdem Messnerem, Arthurem C. Clarkem, Erichem von Danikenem, Edmundem Hillarym, Jimem Lovellem, Eugenem Cernanem a dalšími.
Spolu s Miroslavem Zikmundem, Miroslavem Náplavou a Vladimírem Krocem pomohl zachránit pozůstalost po českém skladateli, kameramanovi a dobrodruhovi Eduardu Ingrišovi.
Mezi jeho nejznámější akce patří expedice na severní pól, kterou uskutečnil společně s polárníkem Miroslavem Jakešem v roce 2008 – pólu dosáhli dne 12. dubna 2008. Dále pak přechod Grónska od východu na západ (v roce 2010 spolu s britskou expedicí). V severním teritoriu Malediv vedl expedici Tajné vraky, která objevila dvě potopené lodě. Spolu s Václavem Sůrou uskutečnil první polárnický pochod na Sibiři v oblasti Pólu chladu (nejchladnějším obydleném místě na Zemi) a dále jako první v zimě přešli mongolské jezero Chövsgöl. Na přelomu let 2021–2022 pobýval v Antarktidě, kde vystoupal na nejvyšší horu Antarktidy Mount Vinson (4892 m n. m.) a došel na jižní pól. Stal se tak prvním Čechem, který došel na tři póly světa – severní, jižní a Pól chladu.
Mimo jiné režíroval film Století Miroslava Zikmunda, který byl nominovaný na Českého lva. V roce 2014 se jednalo o nejnavštěvovanější dokumentární film v českých kinech. O tři roky později vyšla stejnojmenná kniha, která se stala bestsellerem a získala Cenu Miroslava Ivanova.
V roce 2020 začal budovat youtubový kanál zaměřený na popularizaci vědy a zvyšování dostupnosti informací od vědců a odborníků v různých oblastech lidského konání. Posiluje otevřenost a diskuzi.
Je ženatý s Janou Horkou a mají spolu dvě dcery.

## Expedice
Uskutečnil řadu filmařských, potápěčských a polárních expedic
- 1996 – Expedice Olgoj Chorchoj – výprava do mongolské pouště Gobi, hledání informací o fenoménu bájného démona pouště, červa Olgoje Chorchoje
- 2000 – Maledivy: Tajné vraky – potápěčská expedice, jejím výsledkem byl objev dvou potopených lodí, které jsou dnes zařazeny mezi běžné divesites
- 2008 – Nejdelší česká výprava na Severní pól spolu s Miroslavem Jakešem
- 2010 – Přechod Grónska z východu na západ, spolu s britskou expedicí
- 2013 – Pochod na Sibiři v oblasti „Pólu chladu“, nejchladnější obydlené lokalitě světa, spolu s Václavem Sůrou
- 2015 – Hledání výstupové cesty na Akopán, oblast stolových hor, Venezuela (neúspěšná expedice, pro zranění jednoho z členů ukončena), spolu s českými speleology Markem Audy a Richardem Boudou
- 2016 – První přechod mongolského jezera Khovsghol, spolu s Václavem Sůrou
- 2021-2022 – Výstup na nejvyšší horu Antarktidy Mount Vinson a pochod k jižnímu pólu[5][6] Na Jižní pól dorazil společně s Václavem Pištorou.

## Filmy
Petr Horký je autorem desítek dokumentárních filmů a televizních seriálů. Mimo jiné řady dílů z TV cyklu Na cestě aj. Za natáčením navštívil více než 100 zemí světa.
- 2003 – Sloni žijí do sta let
- 2006 – Ingriš! Eduard Ingriš.
- 2006 – Cuba Libre
- 2007 – Maledivy – velké divy tv seriál
- 2013 – Srí lanka země slonů
- 2014 – Století Miroslava Zikmunda
- 2018 – Dobrodružství archeologie tv seriál
- 2020 – Balkánem nahoru a dolů s Adamem Ondrou tv seriál
- 2022 – Civilizace, aneb dobrá zpráva o konci světa (s Miroslavem Bártou)[7]
- 2023 - Polární putování s Petrem Horkým tv seriál

a další

## Knihy
- HORKÝ, Petr; NÁPLAVA, Miroslav. Dvě cesty za archeologií. Brno: Barrister & Principal, 1996. 50 s. ISBN 80-85947-17-X.
- ZIKMUND, Miroslav; HORKÝ, Petr; NÁPLAVA, Miroslav. Sloni žijí do sta let. Praha: Knižní klub, 2002. 207 s. ISBN 80-242-0797-4.
- HORKÝ, Petr. Neznámá Země: proměny světa očima největších dobrodruhů dneška. Brno: Jota, 2005. 233 s. ISBN 80-7217-378-2.
- HORKÝ, Petr; NÁPLAVA, Miroslav. Cuba Libre. [s.l.]: Jota, 2006. 336 s. ISBN 80-7217-451-7.
- HORKÝ, Petr; NÁPLAVA, Miroslav. Honba za obřím červem a jiná dobrodružství. Praha: Albatros, 2007. 192 s. ISBN 978-80-00-01820-1.
- HORKÝ, Petr. Zpráva o cestě na Severní pól : expedice Severní pól 22.3.–19.4.2008. Řitka: Daranus, 2008. 126 s. ISBN 978-80-86983-39-4.
- HORKÝ, Petr; NÁPLAVA, Miroslav. Albánie: kráska se špatnou pověstí. Brno: Jota, 2012. 292 s. ISBN 80-721-7834-2.
- HORKÝ, Petr. Cestospisy. Praha: Piranha Film, 2014. 172 s. ISBN 978-80-905931-0-7.
- HORKÝ, Petr. Filmaři Hanzelka a Zikmund. Praha: PiranhaFilm, 2015. 144 s. ISBN 978-80-905931-1-4.
- ZIKMUND, Miroslav; HORKÝ, Petr; NÁPLAVA, Miroslav; KROC, Vladimír. Století Miroslava Zikmunda. Brno: Jota, 2017. 434 s. ISBN 978-80-7462-754-5.
- HORKÝ, Petr a kol. (Dana Drábová, Lenka Klicperová, Marek Příhoda, Stanislav Tumis, Cyril Svoboda, Michal Stehlík, Scilla Elworthy, Ondřej Kučera, Petr Pavel, Vladimír Balaš) Ukrajina - rozhovory, mýty a fakta. Brno: CPress, 2022. 231 s. ISBN 978-80-264-4356-8